# Borja Bastón
Borja González Tomás, meglio conosciuto come Borja Bastón (Madrid, 25 agosto 1992), è un calciatore spagnolo, attaccante svincolato.

## Biografia
Il padre di Borja, Miguel Bastón, era anch'egli un calciatore. Giocò nell'Atlético Madrid come portiere di riserva.

## Caratteristiche tecniche
È una punta centrale, dotato un fisico alto e robusto. Non molto veloce e rapido, ha comunque una buona potenza muscolare e una buona agilità. Tecnicamente bravo, destro naturale, ha un'ottima visione della porta e buona facilità di calcio; bravissimo nel gioco aereo. Tatticamente in fase di possesso palla, è un punto di riferimento per la sua squadra sia per farla salire che per finalizzare le azioni dei compagni. Ha caratteristiche da giocatore d'area di rigore, dove talvolta tenta anche acrobazie interessanti. In fase di non possesso è di aiuto ai suoi compagni, soprattutto nelle palle inattive. In possesso di un buon temperamento e di una buona personalità.

## Carriera

### Club

#### Atlético Madrid
Borja fu ingaggiato dall'Atlético Madrid, il club della sua città, nel luglio 2001 quando aveva otto anni. Fece il suo esordio nella squadra maggiore nel 2009-10, segnando 12 gol nell'Atlético Madrid B in Segunda División B. Il 15 maggio 2010, all'ultima giornata di campionato, Borja fece il suo debutto in prima squadra e nella Liga, sostituendo Tiago Mendes al 58' della partita contro il Getafe. Tuttavia dopo appena venti minuti fu portato via in barella a causa di un grave infortunio al legamento crociato anteriore del ginocchio sinistro.
Sette mesi dopo l'infortunio, Borja riscese in campo con l'Atlético Madrid B, nella vittoria contro il Cacereño. Dopo il match, in un'intervista affermò: "Sono molto contento. Ho passato dei brutti momenti e ho sofferto, ma ora sono pronto ad aiutare la squadra a risalire in classifica."

#### I prestiti
Nel 2011 Borja va in prestito al Real Murcia, neopromosso in Segunda División, realizzando 4 reti. Nel 2012 viene invece ceduto, sempre in prestito, all'Huesca sempre in Segunda División.
Nel 2015 passa in prestito all'Eibar.

### Nazionale
Ha partecipato con l'Under 17 ai mondiali di categoria in Nigeria, dove ha realizzato cinque gol.

## Statistiche

### Presenze e reti nei club
Statistiche aggiornate al 16 marzo 2025.
| Stagione               | Squadra                | Campionato             | Campionato | Campionato | Coppe nazionali | Coppe nazionali | Coppe nazionali | Coppe continentali | Coppe continentali | Coppe continentali | Altre coppe | Altre coppe | Altre coppe | Totale | Totale |
| Stagione               | Squadra                | Comp                   | Pres       | Reti       | Comp            | Pres            | Reti            | Comp               | Pres               | Reti               | Comp        | Pres        | Reti        | Pres   | Reti   |
| ---------------------- | ---------------------- | ---------------------- | ---------- | ---------- | --------------- | --------------- | --------------- | ------------------ | ------------------ | ------------------ | ----------- | ----------- | ----------- | ------ | ------ |
| mag.- 2010             | Atlético Madrid        | PD                     | 1          | 0          | CR              | 0               | 0               | UCL+UEL            | 0+0                | 0                  | -           | -           | -           | 1      | 0      |
| 2010-2011              | Atlético Madrid        | PD                     | 0          | 0          | CR              | 0               | 0               | UEL                | 0                  | 0                  | SU          | 0           | 0           | 0      | 0      |
| Totale Atlético Madrid | Totale Atlético Madrid | Totale Atlético Madrid | 1          | 0          |                 | 0               | 0               |                    | 0                  | 0                  |             | 0           | 0           | 1      | 0      |
| 2011-2012              | Real Murcia            | SD                     | 20         | 4          | CR              | 1               | 0               | -                  | -                  | -                  | -           | -           | -           | 21     | 4      |
| 2012-2013              | Huesca                 | SD                     | 31         | 9          | CR              | 1               | 0               | -                  | -                  | -                  | -           | -           | -           | 32     | 9      |
| 2013-2014              | Deportivo              | SD                     | 34         | 10         | CR              | 0               | 0               | -                  | -                  | -                  | -           | -           | -           | 34     | 10     |
| 2014-2015              | Real Saragozza         | SD                     | 38+1       | 23         | CR              | 1               | 0               | -                  | -                  | -                  | -           | -           | -           | 40     | 23     |
| 2015-2016              | Eibar                  | PD                     | 36         | 18         | CR              | 3               | 1               | -                  | -                  | -                  | -           | -           | -           | 39     | 19     |
| 2016-2017              | Swansea                | PL                     | 18         | 1          | FACup+CdL       | 1+1             | 0               | -                  | -                  | -                  | -           | -           | -           | 20     | 1      |
| 2017-2018              | Malaga                 | PD                     | 20         | 2          | CR              | 2               | 0               | -                  | -                  | -                  | -           | -           | -           | 22     | 2      |
| 2018-2019              | Alavés                 | PD                     | 20         | 2          | CR              | 2               | 0               | -                  | -                  | -                  | -           | -           | -           | 22     | 2      |
| 2019-gen. 2020         | Swansea                | FLC                    | 20         | 6          | FACup+CdL       | 1+0             | 0               | -                  | -                  | -                  | -           | -           | -           | 21     | 6      |
| Totale Swansea         | Totale Swansea         | Totale Swansea         | 38         | 7          |                 | 3               | 0               |                    | 0                  | 0                  |             | 0           | 0           | 41     | 7      |
| gen.-giu. 2020         | Aston Villa            | PL                     | 2          | 0          | FACup+CdL       | -               | -               | -                  | -                  | -                  | -           | -           | -           | 2      | 0      |
| 2020-2021              | Leganés                | SD                     | 35+1       | 5          | CR              | 2               | 0               | -                  | -                  | -                  | -           | -           | -           | 38     | 5      |
| 2021-2022              | Real Oviedo            | SD                     | 40         | 22         | CR              | 0               | 0               | -                  | -                  | -                  | -           | -           | -           | 40     | 22     |
| 2022-2023              | Real Oviedo            | SD                     | 33         | 8          | CR              | 3               | 2               | -                  | -                  | -                  | -           | -           | -           | 36     | 10     |
| 2023-2024              | Real Oviedo            | SD                     | 38+4       | 10         | CR              | 1               | 0               | -                  | -                  | -                  | -           | -           | -           | 43     | 10     |
| Totale Real Oviedo     | Totale Real Oviedo     | Totale Real Oviedo     | 111+4      | 40         |                 | 4               | 2               |                    | -                  | -                  |             | -           | -           | 119    | 42     |
| 2024-gen. 2025         | Pachuca                | PD                     | 7          | 0          | -               | -               | -               | -                  | -                  | -                  | LC+CI       | 1+1         | 0+0         | 9      | 0      |
| feb.-giu. 2025         | Granada                | SD                     | 4          | 0          | CR              | -               | -               | -                  | -                  | -                  | -           | -           | -           | 4      | 0      |
| Totale carriera        | Totale carriera        | Totale carriera        | 401        | 120        |                 | 21              | 3               |                    | 0                  | 0                  |             | 2           | 0           | 424    | 123    |

## Palmarès

### Club
- Coppa Intercontinentale FIFA - Derby delle Americhe: 1

Pachuca: 2024
- Coppa Intercontinentale FIFA - Challenger Cup: 1

Pachuca: 2024

### Nazionale
- Campionato europeo di calcio Under-19: 1

2011

### Individuale
- Capocannoniere del Campionato mondiale di calcio Under-17: 1

2009 (5 gol, a pari merito con altri 3 giocatori)
- Capocannoniere della Segunda División: 1

2021-2022 (22 gol, a pari merito con Cristhian Stuani)